# Wenona (Illinois)
Ne doit pas être confondu avec Wenonah.
Pour les articles homonymes, voir Wenona.
Wenona est une ville des comtés de Marshall et LaSalle, en Illinois, aux États-Unis. Elle est fondée en 1853 et incorporée le 17 mars 1875,. Lors du recensement de 2010, la ville comptait une population de 1 056 habitants. Elle est baptisée en référence à Wenonah, la mère de Hiawatha dans le poème Le Chant de Hiawatha.

## Source de la traduction
- (en) Cet article est partiellement ou en totalité issu de l’article de Wikipédia en anglais intitulé « Wenona, Illinois » (voir la liste des auteurs).